# Naissance en 926
Naissance
- 922
- 923
- 924
- 925
- 926
- 927
- 928
- 929
- 930

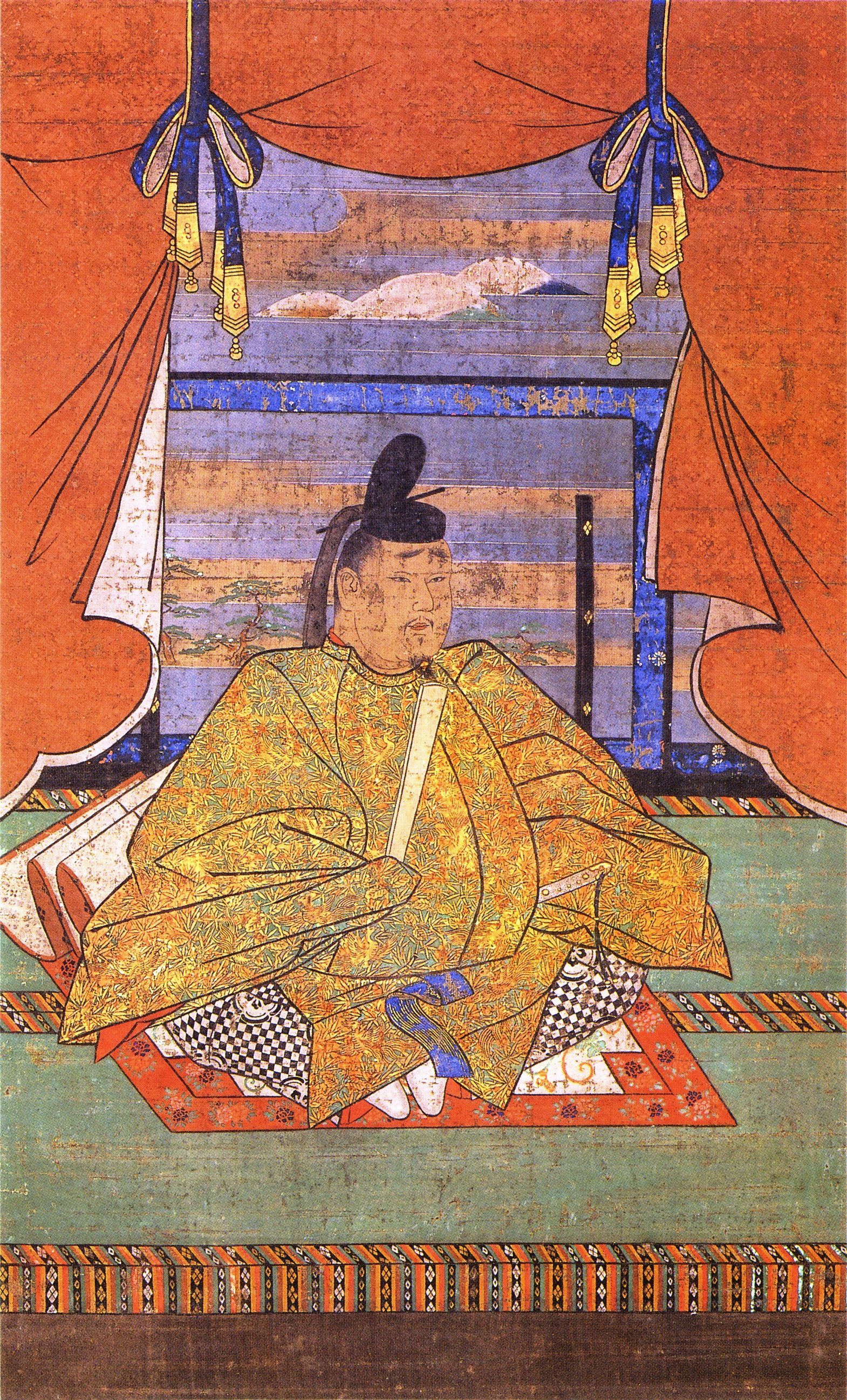
Murakami, né en 926.

Cette page dresse une liste de personnalités nées au cours de l'année 926 :
- 14 juillet : Murakami, soixante-deuxième empereur du Japon.

- Bouchard, margrave de la marche orientale de la Bavière, burgrave de Ratisbonne et comte de Geisenhausen.
- Gao Huaide (en), général chinois.
- Liu Jun, deuxième roi des Shatuo (Han du Nord).

date incertaine (vers 926)
- Ordoño IV de León, dit le Mauvais, roi de León, des Asturies et de Galice.

## Crédit d'auteurs
- Cet article est partiellement ou en totalité issu de l'article intitulé « 926 » (voir la liste des auteurs).